# Néda Árpád
Néda Árpád (Brassó, 1937. október 6. –) erdélyi magyar fizikus, fizikai szakíró. Néda Ágnes férje, Néda Zoltán apja.

## Életútja
A kolozsvári Brassai Sámuel Líceumban érettségizett (1954), a Bolyai Tudományegyetemen matematika-fizika szakos tanári képesítést nyert (1959). Egyetemi pályafutását itt kezdte gyakornokként, majd tanársegéd, adjunktus (román rendszerben: lektor), docens (előadótanár) a Babeş-Bolyai Egyetemen. Mágneses rendezettségű anyagok termikus tulajdonságai c. értekezésével doktorált (1976). 
A Matematikai és Fizikai Lapok munkatársa, a Firka c. lap szerkesztőbizottságának tagja (1991–96). 1993-tól a Babeș–Bolyai Tudományegyetem Fizika Karának dékánhelyettese. 
2000. február 1-én beválasztották az egyetem szenátusába a magyar tagozat részéről. Az egyetem a megnövekedett feladatok miatt újabb rektorhelyettesi állást létesített, amelyre Néda Árpád fizikus professzort választották meg 2000 augusztusában.

## Szakirodalmi munkássága
A szilárd halmazállapotú anyagok termikus tulajdonságainak kutatója. Tudományos dolgozatai hazai és külföldi szaklapokban, így a Studii şi Cercetări de Fizică, Physicas Status Solidi, Journal fo Magnetic Materials hasábjain jelentek meg, ismeretterjesztő írásait A Hét, Korunk és napilapok közölték. 
Társszerzője a Heinrich László szerkesztette Fizikai kislexikonnak (Kriterion Kézikönyvek, 1976), valamint a Culegere de probleme de mecanică (1979) c. feladatgyűjteménynek. Magyar nyelvű mechanikai, hőtani és szilárdtestfizikai jegyzeteit (Mechanika, 1978; Hőtan I, 1983; Hőtan II, 1984; Mechanika és akusztika, 1987) az egyetem adta ki.

## Főbb művei
- Mechanika; Babes-Bolyai Tudományegyetem, Cluj, 1978
- Filep Emőd–Néda Árpád: Mechanika. Egyetemi jegyzet; Erdélyi Tankönyvtanács, Kolozsvár, 2003
- Néda Árpád–Filep Emőd: Hőtan; Erdélyi Tankönyvtanács, Kolozsvár, 2003
- Filep Emőd–Néda Árpád: Általános fizika. Egyetemi tankönyv a műszaki egyetem I. éves hallgatói számára. 1. Mechanika, hőtan; Ábel, Kolozsvár, 2007